# Phaenocarpa indistincta
Phaenocarpa indistincta är en stekelart som beskrevs av Fischer 1974. Phaenocarpa indistincta ingår i släktet Phaenocarpa och familjen bracksteklar. Inga underarter finns listade i Catalogue of Life.